# Jednou tě potkám
Jednou tě potkám je sólové studiové album českého zpěváka Vladimíra Mišíka, které vyšlo 20. září 2019 (na LP a CD), tedy devět let po Mišíkově předchozím řadovém albu Ztracený podzim. Je vůbec prvním Mišíkovým sólovým albem, na kterém jej nedoprovázeli členové kapely Etc…. Produkoval je Petr Ostrouchov, jehož kapela Blue Shadows na desce zároveň Mišíka hudebně doprovází. V písni „Brothers“ hostuje irský písničkář Paul Brady; píseň byla inspirována událostí, kdy Mišík v sedmdesáti letech zjistil, že má několik sourozenců. Kromě členů souboru Blue Shadows na albu hrají další hosté, mezi něž patří Jaroslav Olin Nejezchleba, Norbi Kovács a Casey Driessen. Svůj název album dostalo podle básně Václava Hraběte. O zvuk se při nahrávání alba staral Milan Cimfe.

## Seznam skladeb
1. Něco ve mně chrčí (Vladimír Mišík) 3:54
2. Zarmoucen v klidu… (Petr Ostrouchov/Jiří Orten) 3:35
3. Po dlouhém dni (Vladimír Mišík) 2:57
4. Jednou (Petr Ostrouchov/Václav Hrabě) 3:52
5. Jo, jo, jo, jo! (Vladimír Mišík) 3:52
6. Vzpomínka na samotu (Petr Ostrouchov/Bohuslav Reynek) 3:46
7. Pět hospod, jedna ulice (Vladimír Mišík/Eva Mišíková) 3:40
8. Věštkyně (Petr Ostrouchov/Tomáš Belko) 3:29
9. Kočky mňoukaly na střeše (Vladimír Mišík/František Gellner) 2:46
10. Brothers (Petr Ostrouchov/Petr Ostrouchov, Vladimír Mišík) 4:47
11. Devizový příslib (Vladimír Mišík) 4:14
12. Rekrut (Vladimír Mišík) 3:20
13. Most (Petr Ostrouchov/Jan Skácel) 2:55
14. Slovanské tance (Vladimír Mišík/Pavel Zvěřina) 3:23

## Obsazení
- Vladimír Mišík
- Petr Ostrouchov
- Martin Novák
- Matěj Belko
- Josef Štěpánek
- Jan Kořínek
- Jaroslav Olin Nejezchleba
- Norbi Kovács
- Casey Driessen
- Paul Brady
- Jan Steinsdörfer

a další

## Přijetí

### Recenze
- Honza Vedral, Aktuálně.cz, 20. září 2019[1]
- Ondřej Fencl, MF DNES / iDNES.cz, 20. září 2019  95 %[2]